# Gymnosoma rotundatum
Espèce
Gymnosoma rotundatum, le Gymnosome arrondi, est une espèce d'insectes diptères, une petite mouche très ronde, à l'abdomen orange marqué de 3 taches noires, de la famille des Tachinidae. Les larves sont parasites de diverses espèces de punaises dont Acanthosoma haemorrhoidale.